# Hamburg European Open 2022
Hamburg European Open 2022 là một giải quần vợt nam và nữ thi đấu trên mặt sân đất nện ngoài trời. Đây là lần thứ 116 (nam) và lần thứ 20 (nữ) giải đấu được tổ chức. Giải đấu là một phần của WTA 250 trong WTA Tour 2022 và ATP Tour 500 trong ATP Tour 2022. Giải đấu diễn ra tại Am Rothenbaum ở Hamburg, Đức từ ngày 18 đến ngày 24 tháng 7 năm 2022.

## Điểm và tiền thưởng

### Phân phối điểm
| Sự kiện | VĐ  | CK  | BK  | TK | Vòng 1/16 | Vòng 1/32 | Q  | Q2 | Q1 |
| Đơn nam | 500 | 300 | 180 | 90 | 45        | 0         | 10 | 4  | 0  |
| Đôi nam | 500 | 300 | 180 | 90 | 0         | —         | 45 | 25 | —  |
| Đơn nữ  | 280 | 180 | 110 | 60 | 30        | 1         | 18 | 12 | 1  |
| Đôi nữ* | 280 | 180 | 110 | 60 | 1         | —         | —  | —  | —  |

### Tiền thưởng
| Sự kiện  | VĐ       | CK       | BK      | TK      | Vòng 1/16 | Vòng 1/32 | Q2     | Q1     |
| Đơn nam  | €331,125 | €178,170 | €94,925 | €48,550 | €25,900   | €13,800   | €7,080 | €4,000 |
| Đôi nam* | €108,770 | €58,000  | €29,340 | €14,670 | €7,600    | —         | —      | —      |
| Đơn nữ   | €26,770  | €15,922  | €8,870  | €5,000  | €3,065    | €2,200    | €1,613 | €1,047 |
| Đôi nữ*  | €9,680   | €5,400   | €3,185  | €1,895  | €1,450    | —         | —      | —      |

*mỗi đội

## Nội dung đơn ATP

### Hạt giống
| Quốc gia | Tay vợt                 | Xếp hạng1 | Hạt giống |
| -------- | ----------------------- | --------- | --------- |
| ESP      | Carlos Alcaraz          | 6         | 1         |
|          | Andrey Rublev           | 8         | 2         |
| ARG      | Diego Schwartzman       | 14        | 3         |
| ESP      | Pablo Carreño Busta     | 18        | 4         |
| NED      | Botic van de Zandschulp | 24        | 5         |
| GEO      | Nikoloz Basilashvili    | 25        | 6         |
|          | Karen Khachanov         | 27        | 7         |
| DEN      | Holger Rune             | 28        | 8         |

- 1 Bảng xếp hạng vào ngày 11 tháng 7 năm 2022.[4]

### Vận động viên khác
Đặc cách:
- Nicola Kuhn
- Max Hans Rehberg
- Jan-Lennard Struff

Bảo toàn thứ hạng:
- Aljaž Bedene
- Borna Ćorić

Vượt qua vòng loại:
- Daniel Elahi Galán
- Jozef Kovalík
- Luca Nardi
- Marko Topo

Thua cuộc may mắn:
- Ričardas Berankis

### Rút lui
- Alexander Bublik → thay thế bởi  Ričardas Berankis
- Márton Fucsovics → thay thế bởi  Lorenzo Musetti
- Gaël Monfils → thay thế bởi  Fabio Fognini
- Oscar Otte → thay thế bởi  Federico Coria
- Jannik Sinner → thay thế bởi  Daniel Altmaier

## Nội dung đôi ATP

### Hạt giống
| Quốc gia | Tay vợt           | Quốc gia | Tay vợt          | Xếp hạng1 | Hạt giống |
| -------- | ----------------- | -------- | ---------------- | --------- | --------- |
| ESP      | Marcel Granollers | ARG      | Horacio Zeballos | 7         | 1         |
| NED      | Wesley Koolhof    | GBR      | Neal Skupski     | 11        | 2         |
| GER      | Tim Pütz          | NZL      | Michael Venus    | 21        | 3         |
| IND      | Rohan Bopanna     | NED      | Matwé Middelkoop | 45        | 4         |

- 1 Bảng xếp hạng vào ngày 11 tháng 7 năm 2022.

### Vận động viên khác
Đặc cách:
- Daniel Altmaier /  Jan-Lennard Struff
- Dustin Brown /  Tobias Kamke

Vượt qua vòng loại:
- Ivan Sabanov /  Matej Sabanov

Thua cuộc may mắn:
- Sander Arends /  David Pel

### Rút lui
- Ivan Dodig /  Austin Krajicek → thay thế bởi  Nicolás Barrientos /  Miguel Ángel Reyes Varela
- Tallon Griekspoor /  Botic van de Zandschulp → thay thế bởi  Sander Arends /  David Pel
- Nikola Mektić /  Mate Pavić → thay thế bởi  Nikola Ćaćić /  Dušan Lajović

## Nội dung đơn WTA

### Hạt giống
| Quốc gia | Tay vợt               | Xếp hạng1 | Hạt giống |
| -------- | --------------------- | --------- | --------- |
| EST      | Anett Kontaveit       | 2         | 1         |
|          | Daria Kasatkina       | 12        | 2         |
| CZE      | Barbora Krejčíková    | 17        | 3         |
|          | Aliaksandra Sasnovich | 36        | 4         |
| SLO      | Tamara Zidanšek       | 55        | 5         |
|          | Varvara Gracheva      | 60        | 6         |
| BEL      | Maryna Zanevska       | 62        | 7         |
| GER      | Andrea Petkovic       | 70        | 8         |
| ROU      | Elena-Gabriela Ruse   | 72        | 9         |

- 1 Bảng xếp hạng vào ngày 11 tháng 7 năm 2022.

### Vận động viên khác
Đặc cách:
- Anett Kontaveit
- Eva Lys [5]
- Nastasja Schunk [6]

Vượt qua vòng loại:
- Alexandra Cadanțu-Ignatik
- María Carlé
- Nao Hibino
- Sabine Lisicki
- Oksana Selekhmeteva
- Joanne Züger

Thua cuộc may mắn:
- Kateryna Baindl
- Suzan Lamens

### Rút lui
Trước giải đấu
- Danielle Collins → thay thế bởi  Irina Bara
- Dalma Gálfi → thay thế bởi  Suzan Lamens
- Anhelina Kalinina → thay thế bởi  Bernarda Pera
- Marta Kostyuk → thay thế bởi  Misaki Doi
- Elena Rybakina → thay thế bởi  Laura Pigossi
- Clara Tauson → thay thế bởi  Aleksandra Krunić
- Tamara Zidanšek → thay thế bởi  Kateryna Baindl
- Zheng Qinwen → thay thế bởi  Tamara Korpatsch

## Nội dung đôi WTA

### Hạt giống
| Quốc gia | Tay vợt           | Quốc gia | Tay vợt          | Xếp hạng1 | Hạt giống |
| -------- | ----------------- | -------- | ---------------- | --------- | --------- |
| ROU      | Irina Bara        | ROU      | Monica Niculescu | 98        | 1         |
| SRB      | Aleksandra Krunić | POL      | Katarzyna Piter  | 120       | 2         |
| JPN      | Miyu Kato         | INA      | Aldila Sutjiadi  | 150       | 3         |
| CHN      | Han Xinyun        |          | Alexandra Panova | 155       | 4         |

- 1 Bảng xếp hạng vào ngày 11 tháng 7 năm 2022.

### Vận động viên khác
Đặc cách:
- Anna Klasen /  Tamara Korpatsch
- Nastasja Schunk /  Ella Seidel

Tha thế:
- María Carlé /  Laura Pigossi

### Rút lui
- Aleksandra Krunić /  Katarzyna Piter → thay thế bởi  María Carlé /  Laura Pigossi

## Nhà vô địch

### Đơn nam
- Lorenzo Musetti đánh bại  Carlos Alcaraz, 6–4, 6–7(6–8), 6–4

### Đơn nữ
- Bernarda Pera đánh bại  Anett Kontaveit, 6–2, 6–4

### Đôi nam
- Lloyd Glasspool /  Harri Heliövaara đánh bại  Rohan Bopanna /  Matwé Middelkoop, 6–2, 6–4

### Đôi nữ
- Sophie Chang /  Angela Kulikov đánh bại  Miyu Kato /  Aldila Sutjiadi 6–3, 4–6, [10–6]